# محمد تقی (مهر)
 محمد تقی  نام روستای کوچکی از توابع بخش گله‌دار در شهرستان مهر در جنوب استان فارس که در جنوب ایران واقع شده‌است.

## منبع
- بخشایش، محمد نور ، (دیوان محیا) ، ناشر: شرکت انتشارات جهان معاصر، تهران: چاپ اول، ۱۳۷۳ خورشیدی.